# I. e. 248
Évszázadok: i. e. 4. század – i. e. 3. század – i. e. 2. század
Évtizedek: i. e. 290-es évek – i. e. 280-as évek – i. e. 270-es évek – i. e. 260-as évek – i. e. 250-es évek – i. e. 240-es évek – i. e. 230-as évek – i. e. 220-as évek – i. e. 210-es évek – i. e. 200-as évek – i. e. 190-es évek
Évek: i. e. 253 – i. e. 252 – i. e. 251 – i. e. 250 –  i. e. 249 – i. e. 248 – i. e. 247 – i. e. 246 – i. e. 245 – i. e. 244 – i. e. 243

## Események

### Itália
- Rómában Caius Aurelius Cottát és Publius Servilius Geminust választják consulnak.
- Az első pun háborúban a drepanumi csata után egyik félnek sincs ereje nagyobb támadást indítani és patthelyzet alakul ki. A karthágóiak kisebb fosztogató támadásokat indítanak a dél-itáliai kikötők ellen.
- Róma állandó szövetséget köt II. Hierón szürakuszai királlyal.

## Fordítás
- Ez a szócikk részben vagy egészben  a(z)   248 v. Chr. című német Wikipédia-szócikk ezen változatának fordításán alapul.  Az eredeti cikk szerkesztőit annak laptörténete sorolja fel. Ez a jelzés csupán a megfogalmazás eredetét és a szerzői jogokat jelzi, nem szolgál a cikkben szereplő információk forrásmegjelöléseként.